# The Pew Charitable Trusts
The Pew Charitable Trusts é uma ONG sem fins lucrativos, fundada em 1948.
Tem o objetivo de estimular a filantropia na classe da população carente dos Estados Unidos.